# 藍汛
北京蓝汛通信（英語：ChinaCache），通称藍汛，是中國的互联网內容和應用程序交付服務提供商。
藍汛總部位於中國北京，在加州桑尼維爾，加州钻石吧，英國倫敦和香港設有辦事處。

## 历史
藍汛由王松於1998年創立。
2000年，ChinaCache從中國工業和信息化部獲得了CDN許可證。
2010年10月，ChinaCache申請IPO並在納斯達克上市。
2019年，藍汛從納斯達克退市。
2023年，藍訊在中國以外的業務由 EdgeNext International Holding Ltd Company 所併購。。